# 藤井正明
藤井 正明（ふじい まさあき）は、日本の化学者。
中央大学 研究開発機構 機構教授。
専門は基礎物理化学。

## 学歴
- 1982年 東北大学 理学部 化学科[1]
- 1985年 東北大学大学院理学研究科 化学専攻[1]
- 東北大学より理学博士の学位取得[1]

## 経歴
- 1985年4月 - 1993年3月 東北大学 理学部 助手 [1]
- 1988年7月 - 1988年11月 米国コーネル大学化学科 日米科学技術創成研究院交流事業 派遣研究員[1]
- 1993年4月 - 1997年3月 早稲田大学 理工学部 助教授[1]
- 1993年 - 1996年 科学技術振興事業団 さきがけ研究21「光と物質」領域 研究員（兼任）[1]
- 1997年4月 - 2003年3月 岡崎国立共同研究機構 分子科学研究所 教授[1]
- 2003年4月 - 2016年3月 東京工業大学 資源化学研究所 教授[1]
- 2016年4月 - 2024年3月 東京工業大学 科学技術創成研究院 化学生命科学研究所 教授[1]
- 2024年4月 -  中央大学 研究開発機構 機構教授[1]

## 主な委員歴
- 2014年7月 - 2016年6月 分子科学会 会長[1]
- 2014年7月 - 2018年5月 日本分光学会 理事[1]

## 主な受賞歴
- 1992年 日本化学会 第41回進歩賞[2][1]
- 1992年 山下太郎顕彰育英会 第3回山下太郎学術研究奨励賞[3][1]
- 1996年 分子科学奨励森野基金[1]
- 2007年2月 手島記念研究論文賞[1]
- 2008年4月 市村清新技術財団 第40回市村学術賞貢献賞[4][1]
- 2013年11月 日本化学会 第31回学術賞[5][1]
- 2015年6月(平成27年度) 日本分光学会賞[6][1]
- 2018年9月 第9回（2018年度）分子科学会賞[7][1]
- 2019年6月 フンボルト賞（アレクサンダー・フォン・フンボルト財団）[8][9][1]